# Oliver Twist (film 2005)
Oliver Twist – czesko-francusko-brytyjsko-włoski dramat filmowy z 2005 w reżyserii Romana Polańskiego. Adaptacja klasycznej powieści Karola Dickensa pod tym samym tytułem. Scenariusz napisał Ronald Harwood, który współpracował z Polańskim przy Pianiście. Film kręcony był w Pradze (Studio Filmowe Barrandov), Berounie oraz Žatcu w Czechach. Obraz został nominowany do nagrody Europejskiej Akademii Filmowej (nagroda publiczności).

## Fabuła
Anglia, lata 30. XIX wieku. 10-letni Oliver Twist (Barney Clark) jest sierotą i wychowuje się w kolejnych przytułkach (workhouse). W każdej z tych placówek chłopiec głoduje i jest zmuszany do ciężkiej pracy. Pewnego dnia zostaje wykupiony z sierocińca i rozpoczyna pracę u przedsiębiorcy pogrzebowego, pana SowerBerry’ego (Michael Heath). Po bójce sprowokowanej przez młodego pomocnika Oliver ucieka i wyrusza do Londynu. Poznaje tam kilkunastoletniego chłopca – Artfula Dodgera (Harry Eden), który para się drobnymi kradzieżami. Mieszka on razem z grupą kieszonkowców u chciwego starca Fagina (Ben Kingsley), który współpracuje z bezwzględnym przestępcą Billem Sikesem (Jamie Foreman). Oliver zamieszkuje z nimi. Już wydaje się, że również zostanie złodziejem, gdy niespodziewanie spotyka zamożnego pana Brownlowa (Edward Hardwicke), który postanawia wychować go jak syna. Tymczasem Fagin i Sikes boją się, że Oliver może zdradzić ich sekrety.

## Obsada
- Ben Kingsley – Fagin
- Barney Clark – Oliver Twist
- Jamie Foreman – Bill Sikes
- Harry Eden – Artful Dodger
- Edward Hardwicke – Pan Brownlow
- Leanne Rowe – Nancy
- Ian McNeice – Pan Limbkins
- Timothy Bateson – Parson
- Andy de la Tour – Pan Workhouse
- Gerard Horan – Farmer

## Wersja polska
Wersja polska: Master Film

Reżyseria: Paweł Leśniak

Dialogi: Elżbieta Kowalska

W wersji polskiej udział wzięli:
- Kajetan Lewandowski – Oliver Twist
- Wojciech Pszoniak – Fagin[5]
- Krzysztof Globisz – Bill
- Ignacy Gogolewski – Pan Brownlow
- Monika Pikuła – Nancy
- Sławomir Orzechowski – Pan Bumble
- Stanisława Celińska – Pani Sowerberry
- Włodzimierz Press – Pan Sowerberry
- Robert Konecki – Dodger
- Piotr Kozłowski – Toby
- Marian Opania – Limbkins
- Jerzy Bończak – Kominiarz

oraz
- Tadeusz Borowski
- Arkadiusz Bazak
- Aleksandra Koncewicz
- Leopold Matuszczak
- Janusz Rafał Nowicki
- Filip Radkiewicz
- Stanisław Brudny
- Irena Jun
- Mariusz Benoit
- Wieńczysław Gliński
- Marek Molak
- Ewa Bułhak
- Monika Kwiatkowska
- Krzysztof Kołbasiuk
- Jarosław Boberek
- Grzegorz Wons
- Maciej Gudowski (lektor)